# Della divisione dei beni dei contadini e di altre simili persone
Della divisione dei beni dei contadini e di altre simili persone, opuscolo legale dell'Avvocato Gregorio Fierli giureconsulto fiorentino.
“Negli anni di fine secolo il Fierli era ritornato spesso all'esame di aspetti particolari della legislazione economica toscana.
Ne è un esempio il “Della divisione dei beni dei contadini e di altre simili persone (Firenze 1797)”, opuscolo rivolto tramite la disamina delle articolazioni del contratto di mezzadria, di cui il Fierli sottolineava fortemente gli aspetti di accordo societario tra le parti, a "rendere più brevi e di più facile risoluzione le liti (p. 3) che potevano intervenire in questo campo. Nel loro insieme le pagine del Fierli risultano dettate da un robusto senso pratico e da una indubbia competenza tecnica, riflesso a sua volta dell'attività sua di tenace e agguerrito proprietario terriero del Cortonese, ma anche da un paternalismo moralistico nei confronti dei ceti subalterni, che nella frugale laboriosità dei contadini scorgeva l'elemento principale dello sviluppo economico della società.”
A riguardo dell’analisi del contratto di mezzadria il Fierli sottolineava gli aspetti di accordo societario fra le parti. Nell’oggetto dell’opuscolo l’autore spiega come il diminuire o comunque rendere più brevi le liti tra i contadini sia un bene per l’agricoltura. I contadini sprecano, infatti, molto del loro tempo nei Tribunali e in Viaggi nelle città dove spesso si perdono nei vizi e questo provoca un male per l’agricoltura. 
L’obiettivo dell’autore è realizzare, quindi, una raccolta di leggi che renda chiara la soluzione delle liti tra le parti abbreviandone i tempi.“Fa d’uopo a tale effetto, che i Giudici, gli Arbitri, i Difensori, ed anche gli stessi Litiganti abbiano una chiara, e precisa nozione delle materie, sulle quali più frequentemente si aggirano le loro controversie, e del metodo, e sistema, che per ben risolvere hanno fissato le Leggi, i Tribunali, ed i migliori Giureconsulti.
Allorché mancano queste nozioni, o che le medesime sono oscure, ed imperfette, il numero delle Liti deve crescere in vece di diminuire, e il corso in vece di abbreviarsi, deve riuscire più a lungo, e più spinoso”.

## Edizioni[2]
Non sono presenti edizioni in lingua straniera.

### Edizione prima
- Livello bibliografico Monografia; Tipo documento Testo a stampa
- Autore principale Fierli, Gregorio
- Titolo	Della divisione dei beni dei contadini e di altre simili persone Ragionamento legale d'un avvocato fiorentino
- Pubblicazione	Firenze: nella Stamperia bonducciana, 1794
- Descrizione fisica 92 p. ; 8º
- Note generali· Il nome dell'Autore si desume dalle edizioni successive · Segn.: A-E⁸ F⁶.
- Impronta· p-i. d.8. c.la n.Pe (3) 1794 (R)
- Nomi· [Autore] Fierli, Gregorio · [Editore] Bonducci
- Luogo normalizzato	Firenze
- Lingua di pubblicazione ITALIANO Paese di pubblicazione ITALIA
- Codice identificativo	IT\ICCU\LO1E\027093

### Edizione seconda
- Livello bibliografico	Monografia Tipo documento Testo a stampa
- Autore principale Fierli, Gregorio
- Titolo	Della divisione dei beni dei contadini e di altre simili persone opuscolo legale dell'avvocato Gregorio Fierli giureconsulto fiorentino
- Edizione seconda notabilmente accresciuta dall'autore
- Pubblicazione	Firenze: nella stamperia Bonducciana, 1797
- Descrizione fisica 138, [2] p.; 8° Note generali · Segn.: A-H8 I6 · Ultima c. bianca.
- Impronta· i.li d.a. d.d. prst (3) 1797 (R)
- Nomi · [Autore] Fierli, Gregorio · [Editore] Bonducci
- Luogo normalizzato	Firenze
- Lingua di pubblicazione ITALIANO Paese di pubblicazione ITALIA
- Codice identificativo	IT\ICCU\UBOE\045537

### Edizione terza
- Livello bibliografico	Monografia; Tipo documento Testo a stampa
- Autore principale Fierli, Gregorio
- Titolo	Della divisione dei beni dei contadini e di altre simili persone. Opuscolo legale dell'avvocato Gregorio Fierli giureconsulto fiorentino
- Edizione Nuova edizione più corretta, e completa, notabilmente accresciuta dall'autore
- Pubblicazione	Firenze: Firenze: nella stamperia, e libreria di Antonio Brazzini nella Condotta, 1804
- Descrizione fisica 159, \1! p; 8°
- Note generali	 · L'ultima p. n.n. è bianca · Segn: \1!-10⁸.
- Impronta · i.n- e.o-,esi LuEr (3) 1804 (R)
- Nomi	· [Autore] Fierli, Gregorio · [Editore] Bonducci
- Luogo normalizzato	Firenze
- Lingua di pubblicazione ITALIANO Paese di pubblicazione ITALIA
- Codice identificativo	IT\ICCU\SBLE\004942

### Edizione quarta
- Livello bibliografico	Monografia Tipo documento	Testo a stampa
- Autore principale Fierli, Gregorio
- Titolo	Della divisione dei beni de' contadini e di altre simili persone opuscolo legale dell'avv. Gregorio Fierli ... ed in fine la dissertazione dell'avv. Calzolari sulla divisione suddetta
- Edizione notabilmente accresciuta
- Pubblicazione	Fermo: nella Tipografia Paccasassi, 1829
- Descrizione fisica 160 p; 8º Note generali· Fregi xilogr · Fasc. D ripetuto · Segn: [A]⁸ I⁸.
- Impronta · i.le a-i- u-o, titu (3) 1829 (R)
- Pubblicato con · Consultazione legale dell'avvocato Girolamo Calzolari bolognese sopra il modo con cui si debba regolare la divisione de'beni in comunione esistenti specialmente fra i contadini
- Nomi	· [Autore] Fierli, Gregorio· Calzolari, Girolamo <sec. 18.> · [Editore] Paccasassi <Fermo>
- Luogo normalizzato	IT Fermo
- Lingua di pubblicazione ITALIANO Paese di pubblicazione ITALIA
- Codice identificativo	IT\ICCU\FERE\000124

### Edizione quinta
- Livello bibliografico	Monografia Tipo documento	Testo a stampa
- Autore principale Fierli, Gregorio
- Titolo	Della divisione dei beni de' contadini e di altre simili persone: opuscolo legale / di Gregorio Fierli; colla dissertazione del Calzolari; e con decisioni della S. Rota Romana su tale materia
- Edizione. Fermana notabilmente accresciuta
- Pubblicazione	Fermo: Coi tipi dei frat. Paccasassi, 1841
- Descrizione fisica 183 p.; 25 cm
- Nomi· [Autore] Fierli, Gregorio · Calzolari, Girolamo <sec. 18.>
- Lingua di pubblicazione ITALIANO Paese di pubblicazione ITALIA
- Codice identificativo	IT\ICCU\ANA\0020700

### Edizioni Digitalizzata, 1797[3]
| Titolo                     | Della divisione dei beni dei contadini e di altre simili persone opuscolo legale dell'avvocato Gregorio Fierli giureconsulto fiorentino |
| Autore                     | Gregorio Fierli |
| Collaboratore              | Bonducci |
| Editore                    | Nella stamperia Bonducciana, 1797 |
| Provenienza dell'originale | Biblioteca Nazionale Centrale di Firenze                                                                                                |
| Digitalizzato              | 27 ago 2013 |
| Lunghezza                  | 138 pagine |

### Edizione Digitalizzata, 1804[4]
| Titolo                     | Della divisione dei beni dei contadini e di altre simili persone. Opuscolo legale dell'avvocato Gregorio Fierli giureconsulto fiorentino |
| Autore                     | Fierli (Gregorio) |
| Collaboratore              | Brazzini, Antonio |
| Editore                    | nella stamperia, e libreria di Antonio Brazzini nella Condotta, 1804                                                                     |
| Provenienza dell'originale | Sapienza - Università di Roma (Biblioteca Interdipartimentale di Scienze Giuridiche - Storia del Diritto Italiano Francesco Calasso)     |
| Digitalizzato              | 9 feb 2016 |
| Lunghezza                  | 175 pagine |